# Nova Floresta
Nova Floresta là một đô thị thuộc bang Paraíba, Brasil. Đô thị này có diện tích 58,839 km², dân số năm 2007 là 11020 người, mật độ 187,3 người/km².